# Herbarium vivae eicones
Herbarium vivae eicones es una obra escrita por el botánico Otto Brunfels (1489-1535) y publicada en Estrasburgo en 1530. Fue el primero de una serie de tratados sobre plantas que se escribieron en Europa en aquel período en los que, si bien se utilizaba como base la indiscutible autoridad científica de  De Materia Medica de Dioscórides, se fueron añadiendo en forma progresiva descripciones de nuevas plantas de las regiones en las que los autores vivían.

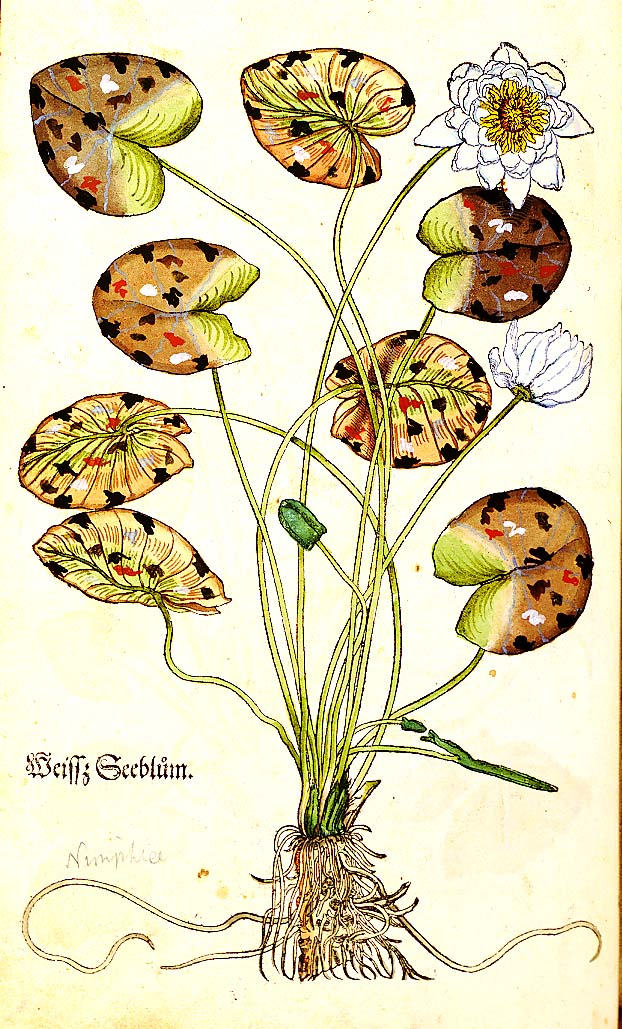
Una de las láminas del herbario. Nymphaea alba.

Este herbario es un libro acerca de plantas medicinales, en el que se enumeran las sustancias producidas por estas y, en menor medida, de los animales y minerales con valor terapéutico. Era un libro de "simples", entendiendo por esta palabra un medicamento que está integrado por un único componente, procedente de la naturaleza, especialmente de las plantas. 
A pesar de que solo Otto Brunfels figura como autor de este herbario como redactor de los textos, en la publicación intervinieron Johann Schott, quien fue el editor intelectual y financiero y Hans Weiditz, dibujante de las ilustraciones que diversos grabadores traspasaron a xilografías. La conexión entre el editor y el autor venía de algunos años antes, y parece que fue Schott quien animó a Brunfels a iniciar este proyecto. Como precedente del Herbarium se puede considerar la edición en 1529 de una traducción latina de De Materia Medica, editada por Brunfels y realizada en las prensas de Schott. El proyecto del herbario tuvo que iniciarse bastante antes de la publicación de esta obra, ya que el dibujante y los grabadores necesitaron sin duda más de un año para la creación de las xilografías; si se considera además que Brunfels aprovechó el texto de Dioscórides para redactar los comentarios a cada planta, es probable que ambos libros formaran parte de un mismo proyecto. 
De hecho, los estudiosos que han profundizado en el texto de este herbario coinciden en afirmar que presenta poca originalidad frente a su modelo griego (De Materia Medica). Hay casos incluso en que Brunfels se equivocó en la identificación de algunas plantas, y en otros casos no pudo incorporar ningún dato, ya que no está descrita en el de Dioscórides. Por ello se insiste en que fue Schott el principal responsable del proyecto, y quien encargó directamente las ilustraciones, teniendo Brunfels que adaptarse a la selección ya hecha. Los dos primeros tomos de la obra se publicaron en Estrasburgo en 1530 y 1532, el tercero en 1536, cuando ya Brunfels había fallecido. Fue traducido al alemán a partir de 1532. 
Por encima del texto compilado por Brunfels, es de valorar la calidad de los dibujos de Hans Weiditz, uno de los grabadores más importantes de aquel momento, de la Escuela de Durero, que fijó nuevas fórmulas de veracidad y belleza para los herbarios impresos, y que hicieron del Herbarium vivae eicones  una obra de referencia básica en el mundo de la ilustración botánica. Se han conservado dibujos pintados a la acuarela de las ilustraciones de la obra, posiblemente hechos por Weiditz, para que sirvieran de modelo para el coloreado posterior de los grabados en el mismo taller. No hay que olvidar que el color es un elemento identificador importante en una planta, por lo que, el hecho de que los ejemplares fueran coloreados no tenía una connotación de lujo, sino de descripción científica. Pero el elevado coste de los ejemplares coloreados hizo que parte de ellos se vendieran sin iluminar. Weidetz no colaboró ya en la edición del tercer tomo de la obra, cuando ya Brunfels había fallecido, por lo que el impresor tuvo que acudir para la ilustración de este tomo a grabados tradicionales de los herbarios del siglo XV.